# Mary Electa Adams
Mary Electa Adams (10 de noviembre de 1823–5 de noviembre de 1898) fue una educadora canadiense pionera en impulsar el acceso de las mujeres a la educación superior. Sus métodos de enseñanza fueron ejemplo para otros y tuvieron un profundo impacto en la igualdad de género en la educación, facilitando el futuro establecimiento de un sistema universitario mixto en Canadá. En 2004, el gobierno canadiense la designó Person of National Historic Significance (en español: Persona de Importancia Histórica Nacional).

## Biografía

### Primeros años y carrera
Mary Electa Adams nació el 10 de noviembre de 1823 en Westbury, en la provincia del Bajo Canadá —que actualmente corresponde a la provincia de Quebec—, sus padres eran un matrimonio metodista formado por Rufus Adams y Maria Hubbard. Cuando tenía dos años, su familia se trasladó a Acton, Alto Canadá —que actualmente corresponde a la provincia de Ontario. Junto a sus hermanos, recibió de sus padres los primeros estudios, hasta 1940, que se mudó a Montpelier, Vermont, para iniciar su educación formal en la Montpelier Academy. Fue transferida un año después al Cobourg Ladies' Seminary en el Alto Canadá, donde obtuvo su diploma de Maestra de artes liberales. Permaneció allí como profesora hasta 1847.
Al año siguiente, Adams fue nombrada directora de la Picton Academy, pero renunció en 1850 debido a problemas de salud. Más adelante se mudó a Michigan para trabajar como profesora y administradora en el Albion Seminary. Se trasladó a Sackville, Nuevo Brunswick, en 1854, para ocupar la posición de jefa de preceptoras, el rol administrativo más alto disponible para una mujer en su escuela. Aunque no se le nombraba como tal, era efectivamente la directora de la sección femenina de la Wesleyan Academy de la Universidad Mount Allison. Adams creía que las mujeres necesitaban y merecían un riguroso programa académico y en la Wesleyan puso estos principios en práctica. Incluyó en el plan de estudios materias que solo se enseñaban a hombres como Ciencias, Matemáticas, Filosofía y Latín.

### Renuncia y regreso a casa
Adams consideró renunciar como jefa de preceptoras cuando su padre murió en mayo de 1856, pero su creencia en «la causa de la educación de la mujer» la mantuvo allí hasta 1857, cuando regresó a su casa para pasar cuatro años cuidando de su anciana madre. Volvió a la administración escolar en 1861, cuando se convirtió en la directora fundadora del Wesleyan Female College en Hamilton, Ontario. La escuela enfrentó problemas financieros en sus primeros años, por lo que tuvo que dar clases en el antiguo y mal acondicionado edificio de un hotel; a pesar de todo, Adams convirtió la universidad en una institución académica reconocida, un periódico de la época aseguraba en junio de 1863, que ella era «la vida de la institución».
En 1868, su madre murió y Adams decidió dejar el Wesleyan Female College para viajar un tiempo por Italia con su hermana. Cuando volvió a Canadá se estableció en Cobourg, Ontario, donde abrió su propia escuela para mujeres en 1872, la Brookhurst Academy. Su intención al fundar la academia era inscribir solo estudiantes adheridas a la universidad, para mantener la escuela exclusivamente para alumnas de élite. Las estudiantes de Brookhurst tomaron clases en la cercana Universidad de Victoria. En 1877, las dos escuelas otorgaron conjuntamente el primer diploma de Maestra de literatura inglesa. Los problemas económicos la obligaron a cerrar la Brookhurst Academy en 1880.

### Últimos años y legado
Después de su tiempo en Brookhurst se convirtió en directora del Ontario Ladies' College; sin embargo, no le gustaba trabajar en la escuela que consideraba fue la mayor competencia de Brookhurst y tenía conflictos con su superior. Se retiró de la enseñanza en 1892, con casi 70 años de edad, y pasó sus últimos años ayudando a su hermana Augusta y su sobrino Lucius a montar ranchos ganaderos. Murió el 5 de noviembre de 1898 en Toronto.
En la mayor parte del siglo XIX las mujeres no tenían acceso a la educación superior en Canadá, en ese entonces prevalecía la idea de que la mujer era diferente al hombre y los programas de estudios para mujeres deberían enfocarse en «temas femeninos», como arte y música; ya que su destino era convertirse en esposas y madres. Adams modificó el plan de estudios en las escuelas que dirigió para incluir temas que solamente se enseñaban a los hombres y logró que algunas de sus estudiantes pudieran tomar clases en universidades exclusivamente masculinas.
Su trabajo promovió la causa de la educación superior de las mujeres en la Norteamérica británica y aunque no tuvo estudiantes que obtuvieran licenciaturas completas mientras fue directora en sus diferentes lugares de trabajo, sus métodos de enseñanza fueron ejemplo para otros y tuvieron un profundo impacto en la igualdad de género en la educación, facilitando el futuro establecimiento de un sistema universitario mixto. Gracias en parte a su impulso, la Universidad Mount Allison fue la primera universidad del Imperio británico en otorgar un título de licenciatura a una estudiante mujer. En 2004, Adams fue designada Person of National Historic Significance (Persona de Importancia Histórica Nacional).